# Geraldo Francisco dos Santos
Geraldo Francisco dos Santos Javier (Pernambuco, 11 de junio de 1962-Los Ángeles, 29 de julio de 2021), también conocido como Zizinho, fue un futbolista brasileño que jugó gran parte de su carrera en el fútbol mexicano, destacando como centrocampista del Club América.

## Comienzos
Comenzó su carrera en Brasil, donde jugó para el São Paulo Futebol Clube y debutó a los quince años. Jugó un Campeonato Paulista, donde salió campeón en 1980. Jugó para una Eliminatoria Sub-17 en Quito, Ecuador, donde fue visto por José Antonio Roca y Guillermo Cañedo de la Bárcena y contratado por el Club América a los 17 años.

## Trayectoria

### Equipos
Dos Santos jugó para el Club América, Club León, Club Necaxa y por último, el Club de Fútbol Monterrey en la Primera División de México.

## Vida personal
Dos Santos tuvo tres hijos, quienes son mexicanos y todos jugadores de fútbol: Giovani Dos Santos, Jonathan dos Santos y Éder dos Santos.

## Fallecimiento
Falleció el 29 de julio de 2021 a los 59 años de edad debido a complicaciones respiratorias.

## Clubes
| Club               | País        | Año         |
| ------------------ | ----------- | ----------- |
| São Paulo          | Brasil      | 1978 - 1980 |
| Club América       | México      | 1980 - 1982 |
| Club León          | México      | 1982 - 1983 |
| Club América       | México      | 1983 - 1984 |
| Club Necaxa        | México      | 1984 - 1985 |
| Club Deportivo FAS | El Salvador | 1986 - 1987 |
| Monterrey          | México      | 1988 - 1989 |
| Club América       | México      | 1990 - 1991 |